# Texline, Texas
Texline là một thị trấn thuộc quận Dallam, tiểu bang Texas, Hoa Kỳ. Năm 2010, dân số của thị trấn này là 507 người.

## Dân số
- Dân số năm 2000: 511 người.
- Dân số năm 2010: 507 người.